# Давід Фустер
Давід Фустер (ісп. David Fuster, нар. 3 лютого 1982, Оліва) — іспанський футболіст, півзахисник клубу «Хетафе».

## Ігрова кар'єра
Вихованець футбольної школи клубу «Оліва». Дорослу футбольну кар'єру розпочав 2002 року в основній команді того ж клубу, в якій провів два сезони, взявши участь у 40 матчах чемпіонату.
Своєю грою за команду привернув увагу представників тренерського штабу клубу «Вільярреал», до складу якого приєднався 2004 року. Відіграв за команду дублерів «Вільярреала» наступні чотири сезони своєї ігрової кар'єри. 
Протягом 2008—2009 років захищав кольори клубу «Ельче».
2009 року повернувся назад до «Вільярреала», у складі якого провів весь наступний сезон. Більшість часу, проведеного у складі «Вільярреала», був основним гравцем команди.
До складу клубу «Олімпіакос» приєднався в кінці серпня 2010 року, де і грає до нашого часу.

## Титули і досягнення
- Чемпіон Греції (6):

«Олімпіакос»: 2010-11, 2011-12, 2012-13, 2013-14, 2014-15, 2015-16
- Володар Кубка Греції (3):

«Олімпіакос»:  2011–12, 2012–13, 2014–15